# Гаглоев, Георгий Александрович
Георгий Александрович Гаглоев (осет. Гаглойты Алыксандры фырт Георгий, груз. გიორგი ალექსანდრეს ძე გაგლოევი, 7 ноября 1883, Чареб, Юго-Осетинская автономная область — 10 ноября 1937) — грузинский политик, член Учредительного собрания Грузии. Министр сельского хозяйства в правительстве Ноя Жордания.

## Биография
Начальное образование получил в Горийской духовной школе. Учился в Тифлисской духовной семинарии. С 1903 года — член Российской социал-демократической рабочей партии.
С 1903 года работал учителем в приходской школе Ванати под фамилией Гаглошвили. С 1905 года примкнул к «меньшевикам» в РСДРП.
После поражения революции 1905 года, с 1906 года работал в партийных организациях в Москве и Дагестане, чьим делегатом он был избран на съезд РСДРП в Лондоне в 1907 году. Учился в партийной  школе Лонжюмо в Париже.
С 1908 по 1912 год жил и работал в социал-демократических организациях за границей — в Германии и Швейцарии. Окончил факультет электротехники Мангеймского университета в Германии.
Вернулся в Российскую империю в 1912 году, жил и работал в Армавире.
В 1917 года избран председателем Национального совета Осетии, в ноябре 1917 года — членом Национального совета Грузии. Во время выборов в Учредительное собрание России он был кандидатом от социал-демократической партии на Кубани и в Причерноморье. Член Закавказского совета с февраля 1918 года. В 1918 году избран членом парламента Демократической Республики Грузии, 12 марта 1919 он — членом Учредительного собрания Грузии, был членом дорожной комиссии, назначен министром сельского хозяйства в правительстве Ноя Жордания.
В 1921 году, после советизации Грузии, остался в Грузии и оставил политическую деятельность. 
В 1930 году стал членом ВКП (б). 
В годы большого террора 1937—1938 гг. Георгий Гаглоев был арестован по обвинению в шпионаже, контрреволюционной деятельности и др. 9 ноября 1937 года был приговорен к высшей мере наказания. Расстрелян в ночь на 10 ноября. Реабилитирован в 1956 году